# Almuth Schult
Almuth "Alma" Schult (født 9. februar 1991) er en tysk fodboldspiller, der spiller for VfL Wolfsburg og Tyskland som målmand.

## Karriere

### Klub
Schult spillede som barn i mindre klubber, men i 2007 kom hun til Hamburg SV. Allerede året efter skiftede hun til Magderburg FFC, hvor hun blev fast målmand på klubbens førstehold. Hun var med til at sikre klubben oprykning til 2. Bundesligaen i 2009. I 2011 skiftede hun videre til SC 07 Bad Neuenahr, men da klubben to år senere gik i betalingsstandsning, skiftede hun til VfL Wolfsburg, hvor hun har spillet lige siden.
Med Wolfsburg har Schult vundet Bundesligaen fem gange, DFB-Pokalen syv gange og UEFA Women's Champions League én gang (2014). Undervejs satte hun tysk rekord i længste periode uden at have lukket mål ind. Der var gået 1.051 minutter siden sidste scoring mod hende, da Potsdam scorede første mål i en 2-0-sejr over Wolfsburg 15. marts 2015.

### Landshold
Almuth Schult har spillet på en lang række af de tyske ungdomslandshold fra to optrædener på U/15-holdet i 2006. Hun var også med til at blive U/20-verdensmester i 2010.
Hun var med i A-landsholdstruppen til VM 2011, men kom ikke i kamp her. 15. februar 2012 debuterede hun på A-landsholdet i en EM-kvalifikationskamp mod Tyrkiet, da Nadine Angerer, der ellers var førstemålmand, var skadet. Hun fik derpå Tysklands kampe i Algarve Cup, og hun holdt målet rent i sine første fire A-landskampe. Først i femte kamp, finalen i Algarve Cup mod Japan, blev hun passeret, da tyskerne vandt 4-3. Hun var igen med i truppen til EM 2013, men fik heller ikke her spilletid, da tyskerne blev mestre.
Først da Angerer indstillede karrieren efter VM i 2015, kunne Schult overtage posten som førstemålmand på landsholdet. Hun spillede derfor alle kampene for Tyskland ved OL 2016 i Rio de Janeiro. Her lykkedes det akkurat for holdet at komme videre fra indledende runde efter tab til Canada. I kvartfinalen vandt tyskerne 1-0 over Kina, og i semifinalen fik de revanche med en 2-0-sejr over Canada, inden de i finalen sikrede sig guldet med en 2-1-sejr over Sverige.
Siden har Schult været med ved EM-slutrunden 2017, hvor Tyskland tabte til Danmark i kvartfinalen

## Privatliv
I foråret 2020 blev hun mor til tvillinger.